# Hopman Cup 2013
Der Hopman Cup 2013 (offiziell Hyundai Hopman Cup 2013) war die 25. Ausgabe des Tennisturniers im australischen Perth. Er wurde vom 29. Dezember 2012 bis zum 5. Januar 2013 ausgetragen. Das Team aus Spanien, Anabel Medina Garrigues und Fernando Verdasco, gewann nach einem 2:1-Sieg gegen Serbien im Finale den Hyundai Hopman Cup 2013. Es war der vierte spanische Sieg.

## Teilnehmer und Gruppeneinteilung
| Nation          | Teilnehmer                                                        |
| --------------- | ----------------------------------------------------------------- |
| (1) Serbien     | Ana Ivanović / Novak Đoković                                      |
| (3) Italien     | Francesca Schiavone / Andreas Seppi                               |
| (5) Deutschland | Andrea Petković / Tatjana Malek / Tommy Haas / Thanasi Kokkinakis |
| (8) Australien  | Ashleigh Barty / Bernard Tomic                                    |

| Nation                 | Teilnehmer                                       |
| ---------------------- | ------------------------------------------------ |
| (2) Vereinigte Staaten | Venus Williams / John Isner / Thanasi Kokkinakis |
| (4) Spanien            | Anabel Medina Garrigues / Fernando Verdasco      |
| (6) Südafrika          | Chanelle Scheepers / Kevin Anderson              |
| (7) Frankreich         | Mathilde Johansson / Jo-Wilfried Tsonga          |

## Spielplan

### Tabelle
| Pos. | Land        | Gewonnen | Verloren | Spiele | Sätze |
| ---- | ----------- | -------- | -------- | ------ | ----- |
| 1    | Serbien     | 3        | 0        | 7:2    | 13:5  |
| 2    | Australien  | 2        | 1        | 6:3    | 12:7  |
| 3    | Italien     | 1        | 2        | 4:5    | 08:12 |
| 4    | Deutschland | 0        | 3        | 1:8    | 05:14 |

| Pos. | Land               | Gewonnen | Verloren | Spiele | Sätze |
| ---- | ------------------ | -------- | -------- | ------ | ----- |
| 1    | Spanien            | 3        | 0        | 6:3    | 12:7  |
| 2    | Vereinigte Staaten | 2        | 1        | 5:4    | 09:10 |
| 3    | Südafrika          | 1        | 2        | 4:5    | 08:10 |
| 4    | Frankreich         | 0        | 3        | 3:6    | 08:12 |

| Abschnitt | Datum             | Team 1             | Team 2      | Ergebnis |
| --------- | ----------------- | ------------------ | ----------- | -------- |
| Vorrunde  | 29. Dezember 2012 | Spanien            | Südafrika   | 2:1      |
| Vorrunde  | 29. Dezember 2012 | Deutschland        | Australien  | 0:3      |
| Vorrunde  | 30. Dezember 2012 | Vereinigte Staaten | Südafrika   | 2:1      |
| Vorrunde  | 30. Dezember 2012 | Spanien            | Frankreich  | 2:1      |
| Vorrunde  | 31. Dezember 2012 | Serbien            | Italien     | 2:1      |
| Vorrunde  | 1. Januar 2013    | Vereinigte Staaten | Frankreich  | 2:1      |
| Vorrunde  | 2. Januar 2013    | Italien            | Deutschland | 2:1      |
| Vorrunde  | 2. Januar 2013    | Serbien            | Australien  | 2:1      |
| Vorrunde  | 3. Januar 2013    | Vereinigte Staaten | Spanien     | 1:2      |
| Vorrunde  | 3. Januar 2013    | Italien            | Australien  | 1:2      |
| Vorrunde  | 4. Januar 2013    | Südafrika          | Frankreich  | 2:1      |
| Vorrunde  | 4. Januar 2013    | Serbien            | Deutschland | 3:0      |
| Finale    | 5. Januar 2013    | Serbien            | Spanien     | 1:2      |

## Ergebnisse
| Datum             | Team 1             | Team 2      | Ergebnis | Spiel        | Spieler 1                  | Spieler 2                  | Resultat                             |
| ----------------- | ------------------ | ----------- | -------- | ------------ | -------------------------- | -------------------------- | ------------------------------------ |
| 29. Dezember 2012 | Spanien            | Südafrika   | 2:1      | Dameneinzel  | Anabel Medina Garrigues    | Chanelle Scheepers         | 6:4, 6:2                             |
| 29. Dezember 2012 | Spanien            | Südafrika   | 2:1      | Herreneinzel | Fernando Verdasco          | Kevin Anderson             | 6:75, 4:6                            |
| 29. Dezember 2012 | Spanien            | Südafrika   | 2:1      | Mixed        | Medina Garrigues, Verdasco | Scheepers, Anderson        | 6:4, 6:73, [10:8]                    |
| 29. Dezember 2012 | Deutschland        | Australien  | 0:3      | Dameneinzel  | Andrea Petković            | Ashleigh Barty             | 6:4, Aufgabe                         |
| 29. Dezember 2012 | Deutschland        | Australien  | 0:3      | Herreneinzel | Tommy Haas                 | Bernard Tomic              | 6:76, 6:3, 5:7                       |
| 29. Dezember 2012 | Deutschland        | Australien  | 0:3      | Mixed        | Petković, Haas             | Barty, Tomic               | walkover                             |
| 30. Dezember 2012 | Vereinigte Staaten | Südafrika   | 2:1      | Dameneinzel  | Venus Williams             | Chanelle Scheepers         | 4:6, 6:2, 6:3                        |
| 30. Dezember 2012 | Vereinigte Staaten | Südafrika   | 2:1      | Herreneinzel | John Isner                 | Kevin Anderson             | 6:70, 6:75                           |
| 30. Dezember 2012 | Vereinigte Staaten | Südafrika   | 2:1      | Mixed        | Williams, Isner            | Scheepers, Anderson        | 6:3, 6:2                             |
| 30. Dezember 2012 | Spanien            | Frankreich  | 2:1      | Dameneinzel  | Anabel Medina Garrigues    | Mathilde Johansson         | 6:3, 6:2                             |
| 30. Dezember 2012 | Spanien            | Frankreich  | 2:1      | Herreneinzel | Fernando Verdasco          | Jo-Wilfried Tsonga         | 5:7, 3:6                             |
| 30. Dezember 2012 | Spanien            | Frankreich  | 2:1      | Mixed        | Medina Garrigues, Verdasco | Johansson, Tsonga          | 6:3, 6:3                             |
| 31. Dezember 2012 | Serbien            | Italien     | 2:1      | Dameneinzel  | Ana Ivanović               | Francesca Schiavone        | 6:0, 6:4                             |
| 31. Dezember 2012 | Serbien            | Italien     | 2:1      | Herreneinzel | Novak Đoković              | Andreas Seppi              | 6:3, 6:4                             |
| 31. Dezember 2012 | Serbien            | Italien     | 2:1      | Mixed        | Ivanović, Đoković          | Schiavone, Seppi           | 6:74, 4:6                            |
| 1. Januar 2013    | Vereinigte Staaten | Frankreich  | 2:1      | Dameneinzel  | Venus Williams             | Mathilde Johansson         | 3:6, 7:5, 6:4                        |
| 1. Januar 2013    | Vereinigte Staaten | Frankreich  | 2:1      | Herreneinzel | John Isner                 | Jo-Wilfried Tsonga         | 3:6, 2:6                             |
| 1. Januar 2013    | Vereinigte Staaten | Frankreich  | 2:1      | Mixed        | Williams, Isner            | Johansson, Tsonga          | 6:75, 6:2 [10:8]                     |
| 2. Januar 2013    | Italien            | Deutschland | 2:1      | Dameneinzel  | Francesca Schiavone        | Tatjana Malek              | 3:6, 6:3, 6:3                        |
| 2. Januar 2013    | Italien            | Deutschland | 2:1      | Herreneinzel | Andreas Seppi              | Tommy Haas                 | 6:73, 6:77                           |
| 2. Januar 2013    | Italien            | Deutschland | 2:1      | Mixed        | Schiavone, Seppi           | Malek, Haas                | 6:4, 7:5                             |
| 2. Januar 2013    | Serbien            | Australien  | 2:1      | Dameneinzel  | Ana Ivanović               | Ashleigh Barty             | 6:2, 6:3                             |
| 2. Januar 2013    | Serbien            | Australien  | 2:1      | Herreneinzel | Novak Đoković              | Bernard Tomic              | 4:6, 4:6                             |
| 2. Januar 2013    | Serbien            | Australien  | 2:1      | Mixed        | Ivanović, Đoković          | Barty, Tomic               | 6:4, 6:78, [10:8]                    |
| 3. Januar 2013    | Vereinigte Staaten | Spanien     | 1:2      | Dameneinzel  | Venus Williams             | Anabel Medina Garrigues    | 6:3, 6:4                             |
| 3. Januar 2013    | Vereinigte Staaten | Spanien     | 1:2      | Herreneinzel | Thanasi Kokkinakis         | Fernando Verdasco          | 6:74, 3:6 (gewertet 0:6, 0:6)        |
| 3. Januar 2013    | Vereinigte Staaten | Spanien     | 1:2      | Mixed        | Williams, Kokkinakis       | Medina Garrigues, Verdasco | 1:6, 3:6                             |
| 3. Januar 2013    | Italien            | Australien  | 1:2      | Dameneinzel  | Francesca Schiavone        | Ashleigh Barty             | 0:6, 3:6                             |
| 3. Januar 2013    | Italien            | Australien  | 1:2      | Herreneinzel | Andreas Seppi              | Bernard Tomic              | 3:6, 5:7                             |
| 3. Januar 2013    | Italien            | Australien  | 1:2      | Mixed        | Schiavone, Seppi           | Barty, Tomic               | 2:6, 6:4, [10:3]                     |
| 4. Januar 2013    | Südafrika          | Frankreich  | 2:1      | Dameneinzel  | Chanelle Scheepers         | Mathilde Johansson         | 4:6, 6:4, 6:4                        |
| 4. Januar 2013    | Südafrika          | Frankreich  | 2:1      | Herreneinzel | Kevin Anderson             | Jo-Wilfried Tsonga         | 6:74, 6:73                           |
| 4. Januar 2013    | Südafrika          | Frankreich  | 2:1      | Mixed        | Scheepers, Anderson        | Johansson, Tsonga          | 6:3, 1:2 Aufgabe (gewertet 6:0, 6:0) |
| 4. Januar 2013    | Serbien            | Deutschland | 3:0      | Dameneinzel  | Ana Ivanović               | Tatjana Malek              | 6:0, 6:1                             |
| 4. Januar 2013    | Serbien            | Deutschland | 3:0      | Herreneinzel | Novak Đoković              | Tommy Haas                 | 6:2, 6:0                             |
| 4. Januar 2013    | Serbien            | Deutschland | 3:0      | Mixed        | Ivanović, Đoković          | Malek, Kokkinakis          | 6:2, 7:5 (gewertet 6:0, 6:0)         |
| 5. Januar 2013    | Serbien            | Spanien     | 1:2      | Dameneinzel  | Ana Ivanović               | Anabel Medina Garrigues    | 4:6, 7:63, 2:6                       |
| 5. Januar 2013    | Serbien            | Spanien     | 1:2      | Herreneinzel | Novak Đoković              | Fernando Verdasco          | 6:3, 7:5                             |
| 5. Januar 2013    | Serbien            | Spanien     | 1:2      | Mixed        | Ivanović, Đoković          | Medina Garrigues, Verdasco | 4:6, 5:7                             |